# Charles William Alcock

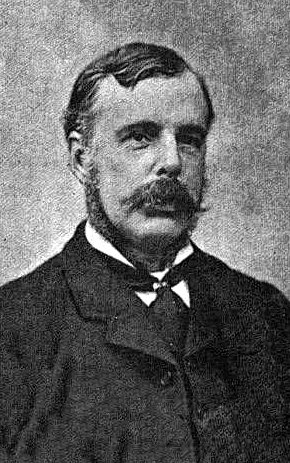
Charles William Alcock

Charles William Alcock, kurz C. W. Alcock (* 2. Dezember 1842 in Sunderland, England; † 26. Februar 1907 in Brighton, Sussex) war ein englischer Fußballspieler und Sportfunktionär. Dabei war er eine der maßgeblichen Kräfte in der frühzeitlichen Entwicklung sowohl des Fußball- als auch des Cricketsports und rief vor allem den FA Cup ins Leben.

## Leben
Der ursprünglich im äußersten Nordosten Englands in Sunderland geborene Alcock zog in jungen Jahren in den Süden des Landes. Dort besuchte er die Harrow School, engagierte sich sehr in der dortigen Schülerfußballmannschaft und gründete 1859 mit seinem älteren Bruder John den „Forest Football Club“, der seine Spiele im Epping Forest – im Nordosten Londons – austrug und sich in seiner Spielweise dem sogenannten „Dribbling Game“ verschrieb. Im Jahre 1863 war er entscheidend für die Entstehung des Nachfolgervereins von Forest – des „Wanderers Football Club“ – verantwortlich, der sich hauptsächlich aus Absolventen der Harrow School („Old Harrovians“) zusammensetzte. Als Spieler selbst war Alcock als laufstarker Mittelstürmer bekannt, der über einen genauen Schuss verfügte. In seinem einzigen Länderspiel führte er die englische Nationalmannschaft am 6. März 1875 gegen Schottland als Kapitän an und erzielte in dieser Partie ein Tor.
Der Einflussbereich des Fußballverbands Football Association („FA“) beschränkte sich in der Anfangszeit darauf, Spiele zwischen Mannschaften aus verschiedenen Countys zu organisieren. Dies änderte sich fundamental, als Alcock, der damals als Verbandssekretär der FA arbeitete, am 20. Juli 1871 vorschlug, dass es wünschenswert sei, unter dem Dach des Fußballverbands einen Wettbewerb ins Leben zu rufen, zu deren Teilnahme alle Mitglieder der FA eingeladen werden sollten. Damit war das weltweit erste nationale Fußballturnier geboren, das – wie die Wettbewerbe in der Harrow School – auf einem einfachen K.-o.-System (also, dass der jeweilige Verlierer eines Spiels im Kampf um den Turniergewinn ausscheidet) basierte. Am 1872 erstmals ausgetragenen Turnier nahmen fünfzehn Mannschaften teil und Alcock gewann dieses als Mannschaftskapitän der Wanderers.
Alcocks zusätzliches Augenmerk bestand auch darin, dass er die Interessen der FA in Schottland entwickeln wollte und gemäß dem FA-Sitzungsprotokoll vom 3. Oktober 1872 zu diesem Zweck die Entscheidung traf, eine englische Mannschaft während der laufenden Saison nach Glasgow zu entsenden, die dort ein Spiel gegen Schottland austragen sollte. Daraus entstand das weltweit erste Länderspiel, das am 30. November 1872 zwischen England und Schottland stattfand.
Nur aufgrund einer Verletzung konnte Alcock selbst nicht beim 0:0 im Hamilton Crescent in Partick teilnehmen und war stattdessen als einer von zwei „Umpires“ aktiv, die für die Einhaltung der Regeln in jeweils einer der Spielhälften verantwortlich waren (und erst später als „Linienrichter“ hinter die Seitenlinie verschoben wurden). Die Aufgabe des englischen Mannschaftskapitäns fiel in diesem Spiel Cuthbert Ottaway zu.
Während seiner Verbandskarriere, die er 1866 im Ausschuss der FA begann und zwischen 1870 und 1895 als Sekretär fortsetzte, war Alcock zum Abschluss noch ehrenamtlicher Schatzmeister und Vizepräsident. Er war Schiedsrichter der FA-Cup-Endspiele zwischen 1875 und 1879 und betätigte sich außerdem als Journalist, wobei er vor allem seit 1868 ein jährliches Fußballbuch herausgab.
Neben dem Fußballsport war Alcock sehr einflussreich im Cricket. Er diente von 1872 bis zu seinem Tod 1907 dem Surrey County Cricket Club als Vereinssekretär, spielte selbst jedoch nur ein einziges First-Class Spiel ohne jeden Erfolg. Wie auch im Fußball organisierte er 1880 mit der Partie gegen Australien im Kennington Oval das erste Test Match in England. Er gründete 1882 die sehr erfolgreiche Zeitschrift Cricket und war Herausgeber des berühmten James Lillywhite's Cricketers' Annual.

## Werke
- Football: The Association Game. George Bell & Sons, London 1906 (PDF, 3,4 MB).